# Thiếp Cổ Điệt Nhi
Ahmed Tekuder (Tiếng Mông Cổ: Tegülder, nghĩa là "hoàn hảo"; tiếng Ba Tư: تکودر) (Năm 1246 - 10 tháng 8 năm 1284), còn được gọi là Sultan Ahmad, là quốc vương thứ ba của nhà Y Nhi hãn quốc.

## Đầu đời
Thiếp Cổ Điệt Nhi sinh năm 1246 (Chưa rõ), là con trai của Húc Liệt Ngột. Năm sinh của ông không được đề cập rõ nhưng theo các nguồn tin, ông mất ở tuổi 37, đó đó năm sinh của ông phải vào khoảng năm 1246 hoặc năm 1247.